# Роулс, Кай
Кай Франсис Роулс (англ. Kye Francis Rowles) — австралийский футболист, защитник американского клуба «Ди Си Юнайтед» и сборной Австралии. Участник летних Олимпийских игр 2020 в Токио и чемпионата мира 2022 года.

## Клубная карьера
Роулс — воспитанник Квинслэндкой футбольной академии. В 2016 году Кай подписал контракт с «Брисбен Роар». 25 февраля 2017 года в матче против «Веллингтон Феникс» он дебютировал в А-Лиге. Летом того же года Роулс перешёл в «Сентрал Кост Маринерс». 16 ноября в матче против «Аделаида Юнайтед» он дебютировал за новый клуб. 20 апреля 2019 года в поединке против «Вестерн Сидней Уондерерс» Кай забил свой первый гол за «Сентрал Кост Маринерс». 
Летом 2022 года Роулс перешёл в шотландский «Харт оф Мидлотиан». 30 июля в матче против «Росс Каунти» он дебютировал в шотландской Премьер-лиге. 28 августа в поединке против «Сент-Джонстона» Кай забил свой первый гол за «Харт оф Мидлотиан». 16 января 2023 года, после успешного выступления со сборной на Чемпионате мира, подписал новый пятилетний контракт.

## Международная карьера
В 2015 году в составе юношеской сборной Австралии Роулс принял участие в юношеском чемпионате мира в Чили. На турнире он сыграл в матче против команды Германии, Мексики, Аргентины и Нигерии. Через года в составе молодёжной сборной Австралии Роулс стал победителем молодёжного чемпионата Азии.
В 2021 году в составе олимпийской сборной Австралии Роулс принял участие в летних Олимпийских играх 2020 в Токио. На турнире он сыграл в матчах против команд Испании и Египта.
В 2022 году Роулс принял участие в чемпионате мира в Катаре. На турнире он сыграл в матчах против команд Аргентины, Франции, Туниса и Дании. 
В 2024 году Роулс принял участие в Кубке Азии 2023 в Катаре. На турнире он сыграл в матчах против команд Индии, Узбекистана, Индонезии и Южной Кореи.

## Достижения
Международные
 Австралия (до 20)
- Победитель молодёжного чемпионата Азии — 2016